# Henri Schmidt

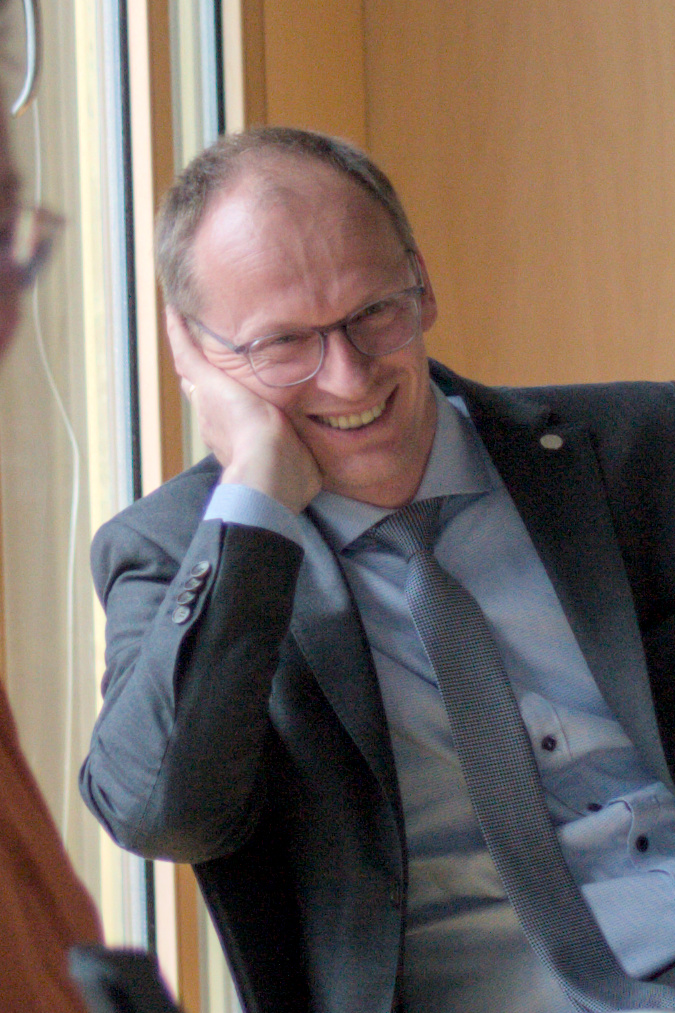
Henri Schmidt (2025)

Henri Schmidt (* 7. Mai 1983 in Luckenwalde) ist ein deutscher Politiker (CDU). Seit 2025 ist er Mitglied des Deutschen Bundestages.

## Leben
Schmidt wurde 1983 in Luckenwalde geboren. 2002 legte er sein Abitur ab. Anschließend begann er eine Ausbildung zum Offizier der Luftwaffe in Bayreuth und Fürstenfeldbruck. Von 2003 bis 2007 studierte er Politikwissenschaft an der Helmut-Schmidt-Universität in Hamburg. Zudem absolvierte er ein Studium der Betriebswirtschaftslehre mit Schwerpunkt Personalmanagement an der AKAD Hochschule in Stuttgart. Beide Studiengänge schloss er mit einem Diplom ab.
Nach einer Laufbahn bei der Luftwaffe wechselte Schmidt 2014 in die Wirtschaft. Seit Juli 2024 ist er Geschäftsführer eines mittelständischen IT-Unternehmens, für das er bereits seit 2023 tätig war.
Schmidt ist verheiratet und Vater zweier Kinder. Er lebt mit seiner Familie in Barsbüttel.

## Politik
Schmidt ist seit 2004 Mitglied der CDU. Dort war er zunächst im Hamburger Landesverband tätig und arbeitete mehr als zehn Jahre für den Bundestagsabgeordneten Jürgen Klimke. Seit 2018 ist Schmidt Mitglied in der Gemeindevertretung von Barsbüttel und dort Fraktionsvorsitzender der CDU. Bei der Kommunalwahl 2023 wurde er in den Stormarner Kreistag gewählt.
Zur Bundestagswahl 2025 kandidierte Schmidt im Wahlkreis Herzogtum Lauenburg – Stormarn-Süd. Dabei setzte er sich zunächst bei der Wahlkreismitgliederversammlung der CDU gegen einen parteiinternen Konkurrenten durch. Auf der Landesvertreterversammlung der CDU Schleswig-Holstein wurde Schmidt zudem auf Listenplatz elf seiner Partei gewählt.
Am 23. Februar 2025 gewann Henri Schmidt bei der Wahl 32,7 % der Erststimmen. Damit konnte er für die CDU den Wahlkreis zurückerobern, nachdem 2021 die SPD-Bewerberin Nina Scheer gewonnen hatte, die diesmal aber nur 23,4 % der Stimmen erhielt. Schmidt erhielt durch den Sieg in seinem Wahlkreis ein Mandat für den 21. Deutschen Bundestag. In der aktuellen Legislaturperiode ist Schmidt ordentliches Mitglied im Ausschuss für Digitales und Staatsmodernisierung sowie stellvertretendes Mitglied im Verteidigungsausschuss.